# Ranilia muricata
Ranilia muricata is een krabbensoort uit de familie van de Raninidae. De wetenschappelijke naam van de soort is voor het eerst geldig gepubliceerd in 1837 door H. Milne Edwards.